# الخاندرو ملان
الخاندرو ملان (انگلیسی: Alejandro Meleán؛ زادهٔ ۱۶ ژوئن ۱۹۸۷) بازیکن فوتبال اهل ایالات متحده آمریکا است.
وی همچنین در تیم ملی فوتبال بولیوی بازی کرده‌است.